# EPR (reator nuclear)

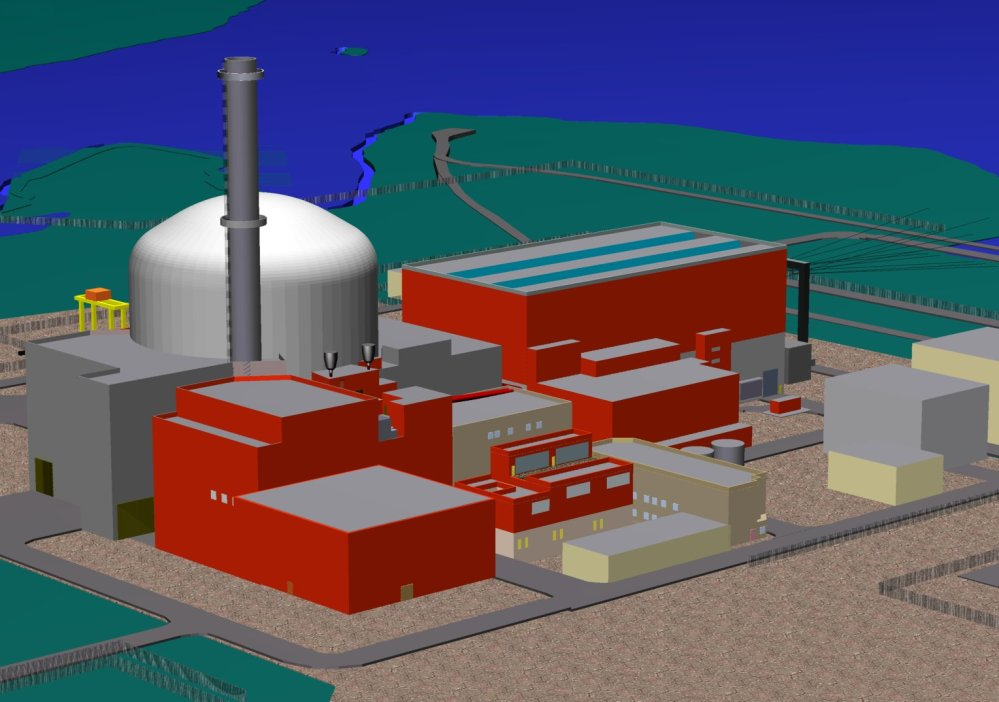
Imagem gerada por computador de uma estação de energia EPR

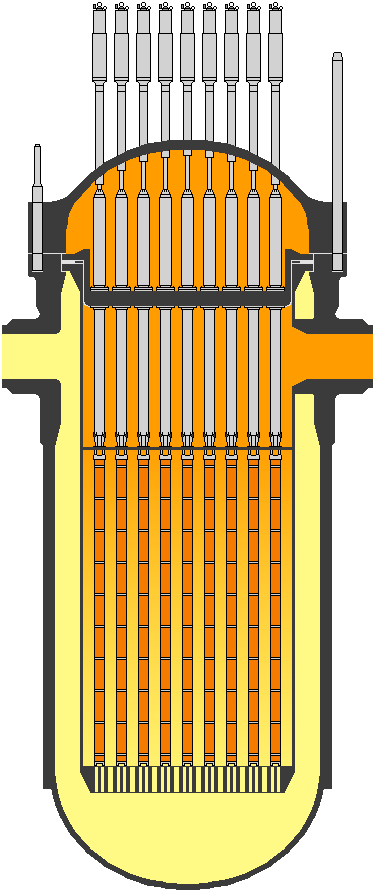
Vaso de pressão de um reator EPR

O EPR é um design de reator de água pressurizada (PWR) de Reator nuclear de III geração. Ele tem sido projetado e desenvolvido principalmente pela Framatome (parte da Areva entre 2001 e 2017) e Électricité de France (EDF) na França e Siemens na Alemanha. Na Europa, esse reator foi chamado de European Pressurised Reactor (Reator Pressurizado Europeu) enquanto que o nome internacionalizado é Evolutionary Power Reactor (Reator Evolucionário), sendo simplesmente conhecido como EPR.
Quatro unidades de EPRs estão em construção. Os primeiros dois na Finlandia e na França, com ambos enfrentando atrasos custosos na construção. As unidades chinesas começaram a ser construídas em 2009 e 2010. As unidades chinesas deveriam entrar em operação entre 2014 e 2015, mas agora espera-se que elas sejam comissionadas em 2018 e 2019. Duas unidades em Hinkley Point no Reino Unido reeceberam aprovação final em setembro de 2016 e espera-se que estejam completas por 2025.
EDF reconheceu diversas dificuldades na construção do projeto EPR. Em setembro de 2015 a EDF declarou que um projeto de "novo modelo" de EPR estava em progresso, que será mais fácil e barato de se construir.
.